# Candiolo
Candiolo (piemontesisch Candieul) ist eine Gemeinde in der italienischen Metropolitanstadt Turin (TO), Region Piemont.

## Lage und Einwohner
Candiolo liegt 17 km südlich von Turin und hat 1188 Einwohner (Stand 31. Dezember 2023). Das Gemeindegebiet umfasst eine Fläche von 11 km². Candiolo hat einen Bahnhof an der Bahnstrecke Torino-Pinerolo.
Die Nachbargemeinden sind Orbassano, Nichelino, None, Vinovo und Piobesi Torinese.

## Partnergemeinden

Pfarrkirche

- Pouilly-sous-Charlieu
- Contea di Santa Cruz